# Your Cheatin' Heart
Singles de Hank Williams
I'll Never Get Out of This World Alive
(1953) Take These Chains from My Heart
(1953)
Your Cheatin' Heart est une chanson du chanteur de country américain Hank Williams. Elle a été publiée en single (sous le label MGM Records) en janvier 1953.
En 2004, Rolling Stone a classé cette chanson, dans la version originale de Hank Williams, 213e sur la liste des « 500 plus grandes chansons de tous les temps ». (En 2010, le magazine rock américain a mis à jour sa liste, maintenant la chanson est 217e.)

## Composition
La chanson a été écrite par Hank Williams et Fred Rose. L'enregistrement de Hank Williams a été produit par Fred Rose.